# Bistum Budjala
Das Bistum Budjala (lateinisch Dioecesis Budialaënsis, französisch Diocèse de Budjala) ist eine in der Demokratischen Republik Kongo gelegene römisch-katholische Diözese mit Sitz in Budjala.

## Geschichte
Das Bistum Budjala wurde am 25. November 1964 durch Papst Paul VI. mit der Apostolischen Konstitution Qui nullo merito aus Gebietsabtretungen des Bistums Lisala errichtet. Es ist dem Erzbistum Mbandaka-Bikoro als Suffraganbistum unterstellt.

## Bischöfe von Budjala
- François Van den Berghe CICM, 1964–1974
- Joseph Bolangi Egwanga Ediba Tasame, 1974–2009
- Philibert Tembo Nlandu CICM, seit 2009